# Korwar
Un korwar est une statuette de style ancien principalement fabriqué dans la Baie de Cenderawasih dans la province indonésienne de Papouasie. Ces statuettes sont si caractéristiques qu'elles donnent leur nom au style de l'art local : le style korwar.

## Description

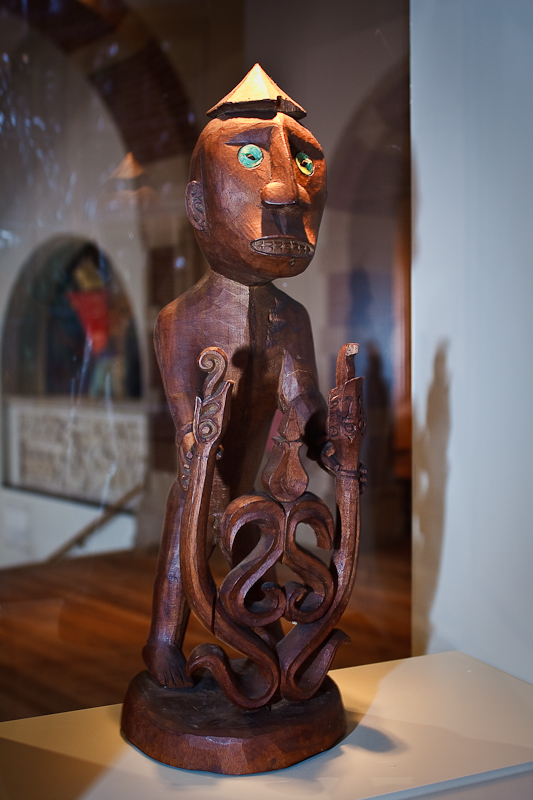
Korwar au Trop enmuseum

Un korwar est une statuette représentant un crâne exagéré sur un corps humain assis, genoux et coudes fléchis se touchant pour former un W. Entre ses mains, la statue tient un écran ajouré : on pense qu'il représente un arbre de vie ou la mue du serpent, ces deux symboles  représentant l'idée de renaissance.
Le korwar est fait en bois, dans de très rares cas en calcaire. Le nez en pointe de flèche est caractéristique du style korwar. À l'origine, le crâne de l'ancêtre défunt poli de toute chair était déposée sur la sculpture. Toutefois nombreux sont les korwar qui se contentent de représenter le crâne.

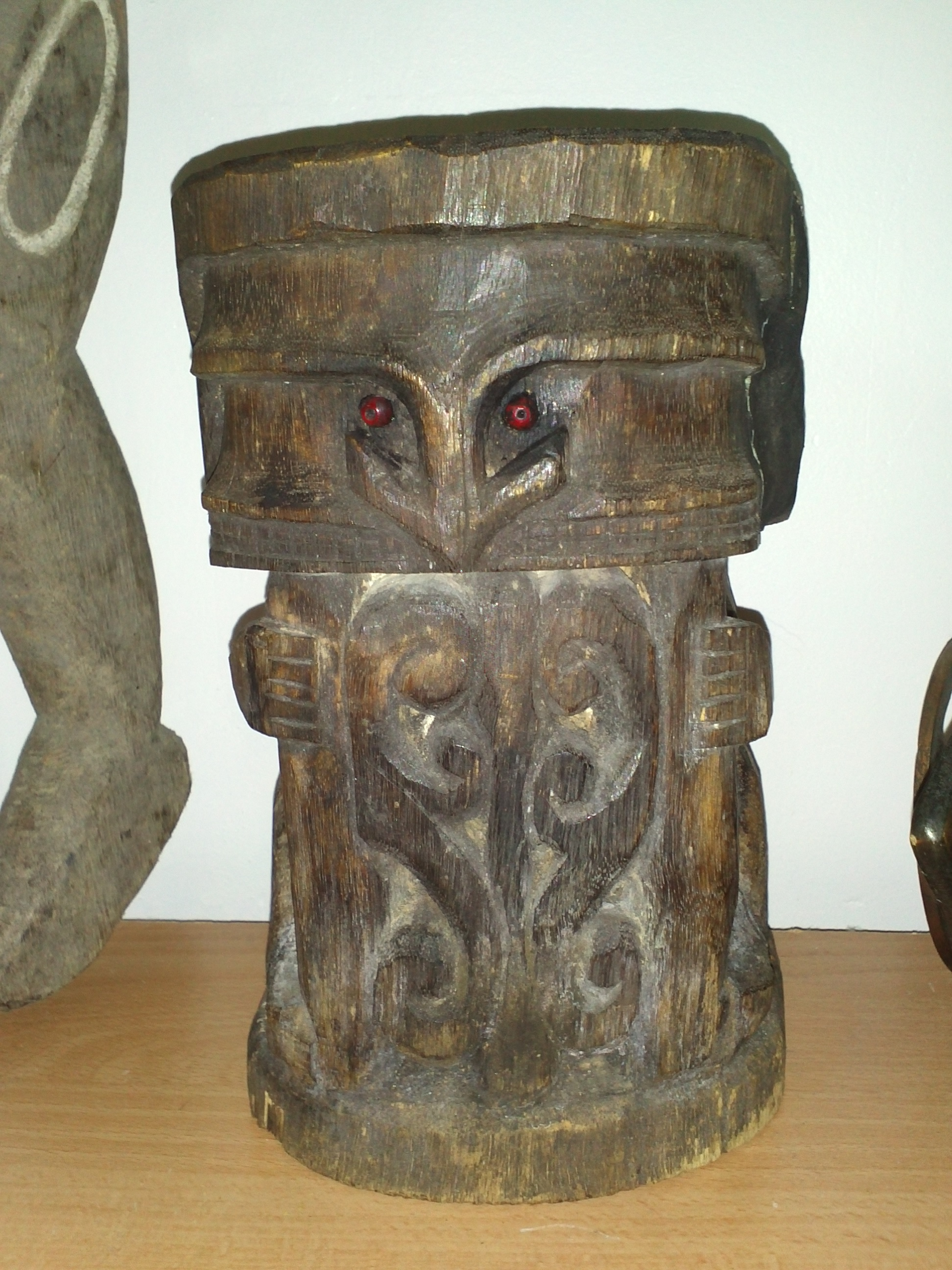
Statuette korwar de Papouasie (Indonésie), région de Cenderawasih

À Paris (musée du Louvre, Pavillon des Sessions), est conservé un korwar exceptionnel : sa tête n'est pas représentée mais est constituée d'un véritable crâne humain. C'était sûrement un chef très puissant d'où l'honneur d'avoir conservé sa vraie tête et de ne pas l'avoir sculptée.
Certains théoriciens estiment que les figures Korwar dotées de crânes humains plutôt que de têtes sculptées représentent un type plus ancien. Les crânes sont fixés sur une cheville ou sur un socle en forme de boîte. En général, les figures honorent les crânes d’ancêtres remarquables. Il arrive parfois que de plus petites effigies comportent des crânes d’enfants,.

## Usage rituel

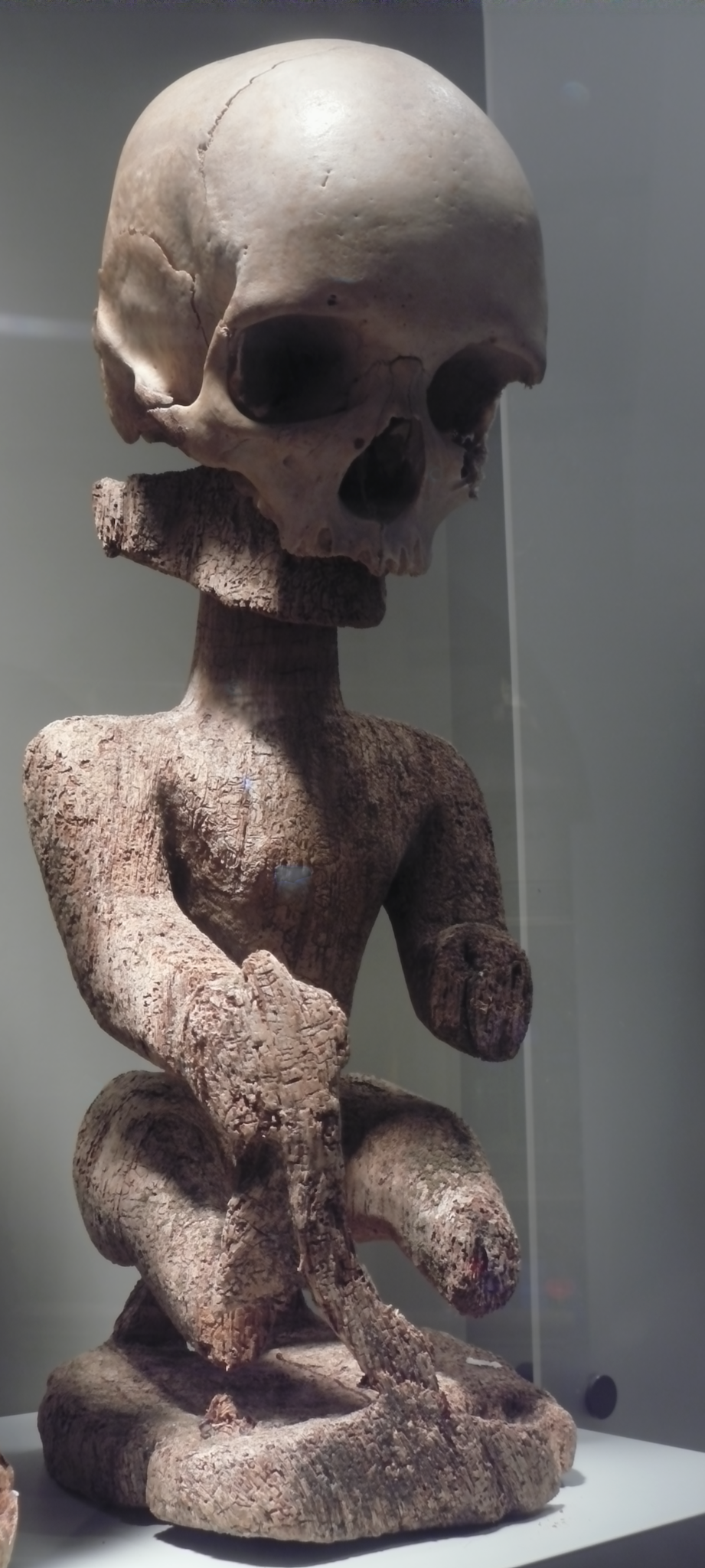
Korwar ancien et singulier

Cette statue sert de réceptacle pour l'esprit d'un ancêtre mort (korwar dans la langue locale) afin qu'il n'erre pas ce qui serait fâcheux pour les vivants et ferait perdre prestige et pouvoir à la famille qui déshonore ainsi son défunt. Le mort, honoré par cette statue, obtient une statue d'ordre sacré et sert donc de guide pour les vivants. On l'interroge pour les grandes décisions à prendre notamment en dormant sur le crâne ou par le biais d'un rite divinatoire.

## Interdiction et collecte
L'utilisation de crânes humain à cet effet a été au début du siècle dernier interdit sur pression du gouvernement colonial néerlandais. Les musées d'ethnologie aux Pays-Bas - dont le Musée d'Ethnologie de Leyde (Rijksmuseum voor Volkenkunde), le Tropenmuseum à Amsterdam - ont des dizaines de Korwar dans leurs collections. Ce sont souvent des agents coloniaux sur place mais aussi des explorateurs et des savants qui ont assuré la collecte de ces objets. Tout comme en Océanie, la prise par les missionnaires des objets les plus vénérés constituait une preuve de la réussite de leur apostolat.